# 布丁狗
布丁狗（Pom Pom Purin），又名布甸狗，是三麗鷗一隻戴著棕色貝雷帽的黃金獵犬造型男性卡通形象，在1996年4月16日誕生，設計者是地井明子 (也是大眼蛙設計師)。相關商品通常以布丁狗伴隨好朋友或是甜點與水果的形象登場，在三麗鷗玩偶音樂劇中也有設定其角色參與演出。曾在日本『草莓新聞』舉辦的讀者投票「三麗鷗登場人物大獎」中獲得了1997、2015、2016年度的全球各區總排名第1名，2017、2018、2020、2023年度則是第2名，2019年第3名，2024年第4名，2020年台灣區則是第1名，並於2025年度相隔9年再度獲得總排名第1名。布丁狗一直是三麗鷗高人氣角色。雖在台灣的活動與聯名多是以三麗鷗家族名義，但在日本及其他地區則有非常多個人名義的活動與聯名等等。近年台灣也有許多單獨與布丁狗聯名的活動，如2018年平溪天燈節和2020士林官邸菊展等，近年也有許多三麗鷗相關活動。2020年擔任台灣動物助養大使。

## 資料
- 名稱：Pompompurin（日語：ポムポ厶プリン）布丁狗
- 品種：黃金獵犬
- 性別：男
- 生日：1996/4/16(據說那天是一個好日子)
- 生肖：鼠
- 星座：牡羊座
- 特徵：看起來圓圓胖胖的，因為牠是一隻小狗狗喔！
- 興趣：蒐集鞋子(一對鞋子中的一隻)、睡覺、做布丁體操、吃東西
- 住處：小主人姐姐家的玄關
- 性格：悠閒自在、頭腦遲鈍、饞嘴貪吃
- 最喜歡做的事：去公園散步
- 最討厭的事：一個人孤零零被關在家
- 最愛聽的話：出門囉！
- 最恨聽的話：好好看家！
- 最喜歡的食物：牛奶、媽媽做的布丁
- 未來的夢想：再長大一些些

關於茶色帽子的故事：
有一天，我的小主人放了一頂小帽帽在我的頭上，然後大家都說：「哇！好像好好吃的布丁喔！」，從此以後，大家就叫我「布丁狗」，其實我也很喜歡這頂帽子呢！

## 布丁狗的家人&朋友
布丁狗好朋友的命名都是源自於甜點糕餅相關的名詞。在布丁狗相關圖案中，倉鼠、老鼠與松鼠為最常出現的角色。
- 爸爸：戴著眼鏡和高頂禮帽的黃金獵犬，通常會抽煙斗，生日8/8
- 媽媽：戴著粉色帽子、穿著粉色格紋圍裙的黃金獵犬，生日8/8
- 馬卡龍（Macaron）：經過梳妝打扮、頭上戴著粉色蝴蝶結的白色黃金獵犬女孩，生日3/3
- 馬芬（Muffin）：左耳區塊、雙手、屁股和尾巴是棕色其餘膚色為白色的倉鼠男孩，生日9/16
- 麵粉/粉粉（Powder）：雙頰有紅酒窩的白兔女孩，生日12/12
- 貝果（Bagel）：頭上和尾巴有棕色線條以及棕耳廓的黃色松鼠，生日8/16
- 司康（Scone）：有著棕耳廓的黃老鼠男孩，生日2/16
- 薄荷（Mint）：深綠色青蛙男孩，生日6/6
- 奶油（Whip）：企鵝男孩，生日6/16
- 蛋塔（Tart）：有著白色嘴巴的棕兔男孩，生日10/10
- 椰子（Coconut）：頭上戴黃花的猴子男孩，生日7/2
- 楓糖（Siroop）：海鷗，生日4/6
- 卡士達（Custard）：黃鳥男孩，生日5/15
- 香草（Vanilla）：北極熊男孩，生日1/3
- Cookie&Biscuit：天竺鼠雙胞胎兄弟，Cookie除了臉部和雙手區域皮毛是褐色其他部位皆為白色，Biscuit則是除了腹部區塊皮毛是白色其餘部位為棕色，生日9/30
- 酷洛米（Kuromi）：戴著有粉色骷髏的黑色或紫色頭巾的惡魔形兔女孩，生日10/31
- 美樂蒂（My Melody）：戴著粉色或紅色頭巾、通常有戴蝴蝶結或白花當頭飾（有時沒戴）的兔女孩，生日1/18
- 大耳狗/玉桂狗（Cinnamoroll）：藍眼睛和嘴巴、雙頰有酒窩的白狗男孩，生日3/6
- 凱蒂貓/吉蒂貓（Hello Kitty）：戴著紅色或粉色蝴蝶結（凱蒂貓有時戴花）的白貓形人類女孩，生日11/1
- 帕恰狗（Pochacco）：黑耳朵白膚色的狗男孩，生日2/29
- 酷企鵝（Badtz Maru）：黃嘴巴黑皮膚的企鵝男孩，生日4/1
- 大眼蛙/可洛比（Keroppi）：綠蛙男孩，生日7/10
- 巧克貓（Chococat）：戴著項圈、有著黃耳廓的黑貓男孩，生日5/10

根據原作者地井明子於香港的採訪表示：「 其實馬卡龍不是他女友, 他們只是朋友。」記者:「 但怎麼會有結婚布偶推出過呢?」地井明子: 「哈哈, 其實是Cosplay來的。雖然她心裡是很喜歡布丁狗的, 但其實大家只是朋友。」瑪卡蘿的主人是美容院店主，瑪卡蘿喜歡可愛時尚並暗地裡可望成為貴賓狗，興趣是收集精緻的小飾品。

## 異業合作
2006年台灣雀巢狗年活動，雀巢產品消費滿199元贈送布丁狗贈品，共五款樣式
如同大部分三麗鷗的卡通角色，布丁狗被授權於製作各式各樣的週邊商品，例如文具、禮品、絨毛玩偶、生活用品等等。也常與異業廠商合作舉辦促銷活動，例如統一企業的統一布丁，因為產品形象完全與布丁狗相符，長期以來常以布丁狗商品為獎品舉辦促銷贈獎活動，其中還曾獲得授權將布丁狗圖案印在布丁商品的包裝底板上。此外，中華商業銀行曾推出「布丁狗綜合存款」的開戶、理財活動，以印有布丁狗圖案的存簿與信用卡以及布丁狗相關商品作為開戶贈品搶攻年輕族群市場。到了2006年適逢中國生肖狗年，許多企業挑選狗類卡通角色作為促銷合作對象，其中與布丁狗合作的廠商包括雀巢的「買雀巢轉出好運旺旺來」以及 Just Gold 推出的「一帆風順」純金擺件商品等。
不過，絕大部分與布丁狗有關的異業合作促銷活動，布丁狗僅是以三麗鷗明星家族成員之一的角色參與。
2016年，台灣捷順公司之純電公車，搭配全車系布丁狗車體貼紙，為台中市公共運輸增添活力
2018年平溪天燈節與布丁狗合作，一同宣傳天燈節。
2018年5月，台灣華南銀行與布丁狗合作發行i網購生活卡(布丁狗款2顆LED)信用卡，當年一般消費一筆3000元就能獲得一支布丁狗自動折疊傘。
2020年布丁狗擔任動物助養大使，一同關心動物保護友愛等議題。
2020年11/27-12/13士林官邸菊展與布丁狗聯名。

## 相關動畫
2020年，在巴西動畫工作室Split Studio製作的動畫《凱蒂貓和她的朋友們》（英語：Hello Kitty and Friends Supercute Adventures）出鏡，在《凱蒂貓和她的朋友們》布丁狗和酷洛米、美樂蒂、大耳狗、凱蒂貓、帕恰狗、酷企鵝、大眼蛙和巧克貓（Chococat）等多個三麗鷗角色是朋友

## 相關書籍
2000年三麗鷗出版布丁狗的繪本，2001年由台灣東販出版中文翻譯本。2000年自由時報副刊專欄《卡哇伊玩物源流考》集結成冊出版，其中一篇以布丁狗為主題。此外，台灣東販與嘉軒文化還出版過多本布丁狗兒童遊戲書，包括迷宮、著色本、連連看等等幼教書籍。
- 《我是布丁狗：布丁狗和他的朋友們》，地井明子作、謝怡苓譯，台灣東販，2001年

ISBN 957-473-123-5
- ，地井明子，三麗鷗，2000

ISBN 4-387-00059-7
- 《卡哇伊玩物源流考》，丁文玲，尖端出版，2000年

ISBN 957-10-2183-0

## 相關報導
布丁狗相關的媒體報導中，除了2000年《自由時報》副刊中的專欄介紹、或是藝人梁又琳的興趣蒐藏報導之外，大多都是布丁狗週邊相關商品活動或是三麗鷗玩偶音樂劇的宣傳新聞。

### 報紙
- 陳慧貞：《可愛收藏品 梁又琳的好朋友》，民眾日報，2006年8月20日，D18版（影視人物）
- 黃裕元：《卡通狗兒 可愛較勁 布丁狗 小美眉最愛》，星報，2006年1月28日，54版（玩具．電玩）
- 謝淑慧：《Just Gold 布丁狗一帆風順金如意》，經濟日報，2006年1月24日，46版（時尚精品）
- 林佳珍：《狗臉的歲月 旺旺2006 超商開運布丁狗 大頭狗 外星狗 嘻哈狗 魅力統統統無法擋》，中國時報，2006年1月16日，E3版（聰明消費）
- 陳慰慈：《愛狗狗不分真與假 梁又琳裝可愛扮布丁狗》，蘋果日報，2003年9月26日，C15版（名人掏寶貝）
- 丁文玲：《肥滋滋、軟綿綿...食用玩物布丁狗的可口歷史》，自由時報，2000年1月14日，42版（天生玩家）

### 雜誌
- 林俊松、王雪如：《留日達人 愛打電動的王令僑 請布丁狗來台幫忙打天下》，J'STUDY 留日情報雜誌，2002年4月，Vol.23，P.10

## 外部連結
- 台灣三麗鷗官方布丁狗頁面 （页面存档备份，存于）
- 日本三麗鷗官方布丁狗頁面 （页面存档备份，存于）
- 布丁狗綜合存款 （页面存档备份，存于） - 中華商業銀行存簿、信用卡
- [買雀巢轉出好運旺旺來] - 雀巢狗年促銷活動